# Xã Barren Fork, Quận Izard, Arkansas
Xã Barren Fork (tiếng Anh: Barren Fork Township) là một xã thuộc quận Izard, tiểu bang Arkansas, Hoa Kỳ. Năm 2010, dân số của xã này là 538 người.